# Феликс, Келвин Эдуард
Келвин Эдуард Феликс (англ. Kelvin Edward Felix; 15 февраля 1933, Розо, Доминика — 30 мая 2024, Кастри, Сент-Люсия) — первый кардинал Сент-Люсии. Архиепископ Кастри с 17 июля 1981 по 15 февраля 2008. Кардинал-священник с титулом церкви Санта-Мария-делла-Салюте-а-Примавалле с 22 февраля 2014.
Умер 30 мая 2024 года в Кастри в возрасте 91 года.

## Награды
- В 1986 году получил звание почётного доктора права в университете Святого Франциска Ксаверия, Новая Шотландия;
- В 1992 году возведён в достоинство ордена Британской империи королевой Елизаветой II;
- Имел также медали Доминики и Санта-Люсии.